# Scotopteryx ferridotata
Scotopteryx ferridotata là một loài bướm đêm trong họ Geometridae.